# ソロモン勲章
ソロモン勲章(ソロモンくんしょう)は、エチオピア帝国（1975年に終焉・滅亡）の最高位勲章である。ソロモンの指輪勲章の一部として創設され、1922年に独立した。

## 意匠の由来
エチオピアの歴史書には、ソロモン王朝(古代のエチオピア王室)のソロモン王とシバ女王との間にメネリク1世が誕生し、エチオピアが建国されたと記されている。このソロモン勲章は、そのソロモン王から取られている。

## 受章者
ソロモン勲章の運用は、各国の君主（天皇、国王等）及びその相続人（皇太子、王太子/女）等に限定された。